# Converse (Luisiana)
Converse es una villa ubicada en la parroquia de Sabine en el estado estadounidense de Luisiana. En el Censo de 2010 tenía una población de 440 habitantes y una densidad poblacional de 77,89 personas por km².

## Geografía
Converse se encuentra ubicada en las coordenadas 31°46′46″N 93°42′1″O / 31.77944, -93.70028. Según la Oficina del Censo de los Estados Unidos, Converse tiene una superficie total de 5.65 km², de la cual 5.65 km² corresponden a tierra firme y (0%) 0 km² es agua.

## Demografía
Según el censo de 2010, había 440 personas residiendo en Converse. La densidad de población era de 77,89 hab./km². De los 440 habitantes, Converse estaba compuesto por el 80% blancos, el 3.41% eran afroamericanos, el 10% eran amerindios, el 0% eran asiáticos, el 0% eran isleños del Pacífico, el 0.45% eran de otras razas y el 6.14% pertenecían a dos o más razas. Del total de la población el 2.95% eran hispanos o latinos de cualquier raza.